# Glyphocrangon haematonotus
Glyphocrangon haematonotus is een garnalensoort uit de familie van de Glyphocrangonidae. De wetenschappelijke naam van de soort is voor het eerst geldig gepubliceerd in 1971 door Holthuis.